# أحمد بوخاطر
أحمد بو خاطر منشد إماراتي ولد يوم 16 أكتوبر عام 1975، يترأّس أحمد بوخاطر مجموعته الخاصّة التي تتألّف من شركات في مجالات مختلفة. هو أيضاً عضو مجلس إدارة في مجموعة بو خاطر، شارك في العديد من الحفلات على المستوي المحلي والدولي.

## حياته الشخصية
ولد وترعرع في إمارة الشارقة في الإمارات العربية المتحدة. أكمل دراسته الجامعية في عام 1999 وتخرّج من قسم نظم المعلومات الإدارية من جامعة العين للعلوم والتكنولوجيا، وكان تخرجه بمعدل ممتاز، وقد حفظ أحمد بوخاطر للقرآن الكريم كاملا برواية حفص عن عاصم، وأخاه الشيخ صلاح بو خاطر قارئ القرآن الكريم وإمام مسجد سعود القاسمي في إمارة الشارقة ومن القرّاء الكبار في الإمارات، ويتقن بوخاطر اللغتين الإنجليزية والفرنسية.

## سيرته المهنية
بدأ الإنشاد في عام 1989 وحقّقت ألبوماته شهرة واسعة في خلال فترة قصيرة.من إصدارات المنشد أحمد بو خاطر: ألبوم فارتق وصمتاً ودعني وحقّقت هذه الألبومات نسبة مبيعات كبيرة جداً في مختلف الدول العربية والأجنبية بالإضافة إلى ألبومي: انتصف الليل والقدس تنادينا الذين شارك فيهما مع مجموعة من المنشدين.
وفي مجال إدارة الأعمال شغل منصب المدير التنفيذي لشركة «بروماكس الشرق الأوسط» في عمر مبكر جداً، وفي عام 2005 استطاعت الشركة بقيادته وتحت إشرافه الحصول على جائزة أفضل وكالة علاقات عامة في الشرق الأوسط.
وفي مجال الأدب حصد بوخاطر جائزة مونتغرابا للأعمال الروائية الأولي من خلال مهرجان طيران الإمارات للآداب 2016، وذلك عن روايته «فتى التنين» ويُعد بوخاطر أول إماراتي يحصد هذه الجائزة وقد نال المركز الثالث من بين 170 متسابقاً من مختلف الجنسيات.

## الأعمال الفنية

### الألبومات[5]
أطلق بوخاطر العديد من الألبوما بلغات مختلفة وكان أول ألبوم رسمي له عام 1999 وهي كالتالي:
| الألبوم       | الأناشيد | عام النشر |
| ------------- | --- | --------- |
| إنتصاف الليل  | إنتصاف الليل، عجباً، كم تشتكي | 1999      |
| القدس تنادينا | القدس تنادينا، وقف الطفل، طويل الشوق، نشيد رمضان، زايد الخير                                                                                            | 2001      |
| فارتق         | يا عظيماً، الحجاب، القرآن، دار الغرور، فارتق، طالب العلم، يا عيد، يا من يرى                                                                              | 2003      |
| صمتاً          | أمي، نشيد الشارقة، مبحرٌ، لننطلق، كيف أنزعه، Last Breath                                                                                                 | 2004      |
| دعني          | دعني، ثلاسيميا، It's Time ، اقرأ، نسيم الشوق، Forgive Me ، يا أخي، زوجتي                                                                                | 2005      |
| حسنات         | يا بني، صناع الحياة، Don't let me go ، Allah Almighty ، أيها الحادي، حجاب، خير الخلق، حسنات، أطفالنا، I still ask                                       | 2007      |
| لحظات مع الله | Remember Them ، دنيا البشر، Hold these days ، لا إله إلا الله، مذ عرفت الله ربي، Pourquoi les hommes pleurent ، نهاية الغربة، عودة الدرة، يا إلهي، يوسف | 2010      |

### فيديو كليبات[6][7]
| العام | الأناشيد                           |
| ----- | ---------------------------------- |
| 2003  | يا عظيماً ، طالب العلم              |
| 2004  | مدينتي الشارقة                     |
| 2005  | يا أخي ، Forgive me ، اقرأ ، زوجتي |
| 2007  | يا بني ، أطفالنا                   |
| 2010  | لا إله إلا الله                    |
| 2013  | نبي السلام ، سَجدْت                  |
| 2014  | سلام الله يبلادي ، من هو حبيبك     |
| 2016  | يتيم                               |
| 2017  | فاظفر بها ، الرحيل                 |
| 2018  | لننطلق                             |
| 2018  | شيطاني                             |

### أغاني منفردة
- 2019 أهلاً رمضان
- 2018 هبت نسائمه
- 2017 الرحيل - فاظفر - يتيم
- 2014 سلام الله يبلادي
- 2010 أدعوك - مدينتي الشارقة
- 2007 سلامي - سَجدْت
- 2007 تنوير

## الحفلات والمهرجانات
شارك المنشد أحمد بو خاطر في العديد من الحفلات والمهرجانات الإنشادية وكان أولها عام 2002 في مركز التعاون في الشارقة. وشارك أيضاً بأنشودة في مسابقة القرآن الكريم في أم القيوين والتي أُقيمت في عام 2003 برعاية وحضور حاكم إمارة أم القيوين والشيخ عبد الرحمن السديس بالإضافة إلى مهرجان سلّة الخير الكبير والذي أُقيم في قاعة المدينة الجامعية بحضور ولي عهد الشارقة وعدد كبير من الحضور عام 2004 وبعد هذا النجاح قدّم المنشد عدة حفلات مختلفة في كل من: دبي - العين - رأس الخيمة - أبو ظبي وشارك في حفل جائزة القرآن الكريم وبحضور سمو الشيخ محمد بن راشد آل مكتوم حاكم دبي والشيخ عبد الرحمن السديس أيضاً.
على الصعيد العالمي قدّم المنشد أحمد بو خاطر في عام 2007 حفلاً كبيراً في بريطانيا – لندن وبحضور أكثر من 35 ألف متفرج بالإضافة إلى حفل كبير في الكويت، أستراليا، الهند، اليمن، جنوب أفريقيا، وبالإضافة إلى الحفلات التي سيقدمها المنشد في المستقبل في كل من عمان – مصر- الأردن – الجزائر – كندا وغيرها من الدول.

## حياته السياسية
في نوفمبر 2007 عُيِّن أحمد بو خاطر عضوًا في المجلس الاستشاري لإمارة الشارقة طبقا لمرسومين أميريّين لإعادة تشكيل ودعوة المجلس الاستشاري لإمارة الشارقة للانعقاد لدوره العادي الأول من الفصل التشريعي الخامس أصدرهما صاحب السمو الشيخ سلطان بن محمد القاسمي عضو المجلس الأعلى للاتحاد بصفته حاكماً لإمارة الشارقة. حيث يتكوّن المجلس من أربع وأربعين عضوا من ذوي الرأي والكفاءة والخبرة يتم اختيار نصفهم عن طريق الانتخابات التي ينظّمها مرسوم أميري ويعيّن الحاكم نصفهم الآخر. وقد تولّى أحمد بوخاطر منصب رئيس لجنة شؤون التربية والتعليم والشباب والثقافة والإعلام في دور المجلس العادي الأول من الفصل التشريعي الخامس.

## السفير أحمد بوخاطر

### سفيراَ لشركةدوللإتصالات
في أبريل 2010 اختارت شركة دو للاتصالات أحمد بوخاطر ليكون سفيراً لها، وقد أعلنت عن اختيار بو خاطر سفيراً للشركة خلال المؤتمر الصحفي الذي أُقيم في فندق الميلينيوم بإمارة الشارقة وقد حضر المؤتمر كل من فريد فريدوني الرئيس التنفيذي للشؤون التجارية في دو، وهالة بدري نائب الرئيس التنفيذي لشؤون الإعلام والاتصال في دو وعدد كبير من الإعلاميين والمهتمين بالشأن الديني.
وقد صرّح بوخاطر خلال المؤتمر ««لقد تشرفت بهذه الشراكة مع دو الشركة الوطنية ذات السمعة الرفيعة والرائدة في مجال المسؤولية المجتمعية والنشاطات التي تهدف إلى دعم مجتمع الإمارات، والمبادرات المجتمعية العالمية»».

### سفير الإبداع العلمي
في مارس 2018، نالَ أحمد بو خاطر لقب سفير الإبداع العلمي على مستوى الشرق الأوسط من قبل مدارس الإبداع العلمي في الإمارات العربية المتحدة، وذلك خلال مشاركته في احتفالية تخريج الدفعة الأخيرة من طلاب مدارس الإبداع العلمي، ليكون سفيرًا في حملاتها الإعلامية وفي مختلف المؤتمرات والنشاطات، وفي نفس الحفل تم إطلاق فيديو كليب أنشودة «لننطلق» والذي تم تصويره وإنتاجه بالتعاون مع مؤسسة مدارس الإبداع العلمي.

### سفير الإنشاد الإماراتي
لُقِّب أحمد بوخاطر بلقب «سفير الإنشاد الإماراتي» وذلك في المجلس الرمضاني المشترك لعام 2018 والذي نظّمه نادي الشارقة للصحافة التابع للمكتب الإعلامي لحكومة الشارقة. حيث اُختير أحمد بوخاطر كمتحدث في جلسات المجلس الرماضانية والتي حملت عنوان «الإنشاد.. تأثير وفن».
في عام 2019، كان بوخاطر أحد أعضاء لجنة التحكيم بجانب كلا من التونسى لطفى بوشناق والمصري ياسين التهامى في برنامج منشد الشارقة في دورته الثانية عشرة والذي تم بثه على قناة الشارقة.

## وصلات خارجية
- الموقع الرسمي
- Youtube